# 46 Геркулеса
46 Геркулеса (лат. 46 Herculis, HD 151237) — тройная звезда в созвездии Геркулеса на расстоянии (вычисленном из значения параллакса) приблизительно 610 световых лет (около 187 парсек) от Солнца. Возраст звезды определён как около 1,4 млрд лет.

## Характеристики
Первый компонент (HD 151237A) — жёлто-белая звезда спектрального класса F5, или F8II. Видимая звёздная величина звезды — +7,304m. Масса — около 2,149 солнечных, радиус — около 5,169 солнечных, светимость — около 51,2 солнечных. Эффективная температура — около 6248 K.
Второй компонент — коричневый карлик. Масса — около 21,77 юпитерианских. Удалён в среднем на 1,93 а.е..
Третий компонент (HD 151237B) — жёлто-белая звезда спектрального класса F. Видимая звёздная величина звезды — +9,16m. Радиус — около 1,7 солнечного, светимость — около 5,449 солнечных. Эффективная температура — около 6762 K. Удалён на 5,4 угловых секунд.